# Raorchestes tuberohumerus
Espèce
Synonymes
- Philautus tuberohumerus Kuramoto & Joshy, 2003
- Pseudophilautus tuberohumerus (Kuramoto & Joshy, 2003)

Statut de conservation UICN

 DD  : Données insuffisantes
Raorchestes tuberohumerus  est une espèce d'amphibiens de la famille des Rhacophoridae.

## Répartition
Cette espèce est endémique du Sud de l'État de Karnataka en Inde,.

## Description
Raorchestes tuberohumerus mesure en moyenne 18 mm pour les mâles. Son dos est brun à brun foncé et présente parfois un motif en forme de sablier entre les yeux.

## Étymologie
Son nom d'espèce, du latin tubero, « bulbe », et humerus, « épaule », fait référence à la présence de renflements sur ses humérus.

## Publication originale
- Kuramoto & Joshy, 2003 : Two new species of the genus Philautus (Anura: Rhacophoridae) from the Western Ghats, Southwestern India. Current Herpetology, vol. 22, no 2, p. 51-60 (texte intégral).